# The Dismemberment Plan
The Dismemberment Plan (с англ. — «План расчленения») — инди-рок-группа из Вашингтона, округ Колумбия, образованная 1 января 1993 года. Также известная как D-Plan или the Plan, название произошло от фразы из индустрии, которую использовал страховой агент Нед Райерсон в комедийном фильме 1993 года «День сурка». В состав группы входят Эрик Аксельсон (бас), Джейсон Кэдделл (гитара), Джо Изли (ударные) и Трэвис Моррисон (вокал и гитара). Аксельсон, Кэдделл, Моррисон и оригинальный барабанщик Стив Каммингс сформировали группу в колледже, зная друг друга по учёбе в средних школах северной Вирджинии (Аксельсон, Каммингс и Моррисон учились в средней школе Лейк-Брэддок в Берке, Вирджиния). Каммингс покинул группу после записи их дебютного альбома ! (1995) и был заменён на Изли, закрепив состав группы.
Группа The Dismemberment Plan выпустила четыре альбома, прежде чем распалась в 2003 году. Самым известным из них был получивший признание критиков альбом Emergency & I 1999 года. После своего первоначального распада они трижды воссоединялись для дополнительных гастролей и для выпуска пятого студийного альбома Uncanney Valley в 2013 году.

## Характеристики
Стиль
The Dismemberment Plan описывается как "эмоционально окрашенная" инди-рок-группа. Их песни и звучание описываются как "необычные", черпающие вдохновение из R&B и танцевальной музыки.

## Дискография
Студийные альбомы
- "!" (1995)
- The Dismemberment Plan Is Terrified (1997)
- Emergency & I (1999)
- Change (2001)
- Uncanney Valley (2013)

Концертные альбомы
- Live In Japan 2011 (2011)

Мини-альбом
- Can We Be Mature? (1994)
- The Ice of Boston (1998)
- Juno & the Dismemberment Plan (Split EP) (2000)

Сборники
- Give Me the Cure (1996)
- Ooh Do I Love You (1996)
- Fort Reno Benefit (1997)
- A People's History of the Dismemberment Plan (2003)
- Yesterday & Today: DC Does Dischord (2024)

Синглы
- "What Do You Want Me to Say?" / "Since You Died" (1997)
- "Waiting" (2013)
- "Invisible" (2013)
- "Daddy Was a Real Good Dancer" (2013)